# Fay Foster
Fay Foster (Leavenworth, Kansas, 1886-1960) fou una compositora estatunidenca.
Es graduà en l'escola superior de la seva població nadiua i continuà els seus estudis de cant i piano amb professors particulars, després d'haver cursat aquells en el Sherwood Conservatory of Music, de Chicago. Estudià composició i teoria amb Frederic Grant Gleason a Chicago; piano amb Rosenthal, a Viena; amb Reisenauer, a Leipzig, i amb Sophie Menter, Heinrich Schwartz, a Múnic, a Berlín. En total passà dotze anys estudiant a Europa, dels quals dedicà dos a l'estudi del cant i l'òpera a Itàlia.
Feu la seva primera excursió artística pels Estats Units als disset anys i fou designada per la direcció del Conservatori d'Onarga (Illinois) a l'edat de dinou anys. Estant a Berlín, assolí el premi amb el seu vals Die Woche en un concurs internacional, en el que prengueren part més de 4.000 concursants. Va escriure més de 100 cançons, i també composicions per a piano, cors i música de cambra. Fou professora de composició i cant. Guanyà el primer premi en el concurs nord-americà de cants per a piano celebrat el 1914; en el de composició pianística, celebrat a Nova York, amb Étude de concert, el 1916; premiada en el concurs celebrat a Nova York, el 1919, per la seva cançó patriòtica Are You For Me or Againsi Mel; premiada també pel seu cor A Little Boy's Dream i per altres molts treballs, afirmant-se entre els compositors nord-americans Fay Foster fou una de les que més premis aconseguí.

## Obres més populars
- The Americans Comet, cant de guerra.
- The Land of Chance, opereta per aveus femenines.
- Blue Beard, opereta per aveus mixtes.
- The Castaways, opereta per a veus femenines.
- The Honorable Madame Yen, comèdia musical xinesa.
- The Moon Lady, monodrama xinès.
- The Chinese Nightingale, cantata per aveus mixtes.

Mitjançant conferències, recitals i representacions teatrals que va posar en escena i dirigia personalment, va donar a conèixer als Estats Units la música, la poesia i el teatre xinès.